# لنسینگ شرقی (میشیگان)
لنسینگ شرقی، میشیگان (به انگلیسی: East Lansing, Michigan) یک شهر در ایالات متحده آمریکا با جمعیت ۴۸٬۵۷۹ نفر است که در میشیگان واقع شده‌است.

## موقعیت جغرافیایی
موقعیت جغرافیایی شهرها و مناطق اطراف به شرح زیر است: